# Marie-Annick Béliveau
 (mars 2019).
Si vous disposez d'ouvrages ou d'articles de référence ou si vous connaissez des sites web de qualité traitant du thème abordé ici, merci de compléter l'article en donnant les références utiles à sa vérifiabilité et en les liant à la section « Notes et références ».
Pour les articles homonymes, voir Béliveau.
Marie-Annick Béliveau est une mezzo-soprano canadienne.

## Pratique artistique
Née à Québec, la mezzo-soprano Marie-Annick Béliveau a fait des études en chant à l’université McGill avec Jan Simons et la musique contemporaine avec Bruce Mather. Elle a créé plus d’une trentaine d’œuvres au Canada et en Europe. 
En 1997, elle participe à la création de Lost de Fausto Romitelli, avec le Nouvel Ensemble Moderne en France, sous la direction de Lorraine Vaillancourt. En 2000, André Ristic compose pour elle le Catalogue de bombes occidentales, créé sous la baguette de Véronique Lacroix et l’ECM. 
En 2001, elle interprète Wo bist du Licht! de Claude Vivier à Munich avec le Münchener Kammerorchester et à Montréal avec l’ensemble de la SMCQ sous la direction de Walter Boudreau. L’enregistrement de cette œuvre s’est vu attribuer le prix Opus de l’enregistrement de l’année en musique moderne et contemporaine. Elle chante pendant plus de dix ans dans le Kore Ensemble avec lequel elle crée entre autres Bel Canto de Cassandra Miller. 
À l’opéra, on l’a entendue chanter le rôle-titre de Rimbaud, la parole libérée de Marco Pérez-Ramirez à l’Opéra national de Montpellier, qui lui valut des critiques élogieuses de la presse internationale[réf. nécessaire]. Pour Chants Libres, elle a créé les rôles de la Reine Poulane dans l’Opéra-Féérie de Gilles Tremblay et l’Autorité dans Le Rêve de Grégoire de Pierre Michaud.
En 2015 elle reçoit le Prix Opus «Événement musical de l’année» remis par le Conseil Québécois de la musique pour son interprétation des Chants du Capricorne de Giacinto Scelsi, dans une mise en scène de Pauline Vaillancourt.
En 2016-17, elle participe à la création de Brèches opéradiques de Maxime McKinley, à la création de Niemandslandhymnen de Sandeep Bhagwati, et la reprise de Twouiiit-Opéra de l’ECM+ pour le festival Montréal Nouvelle Musique. Avec l’ensemble de la SMCQ, elle interprète cette année les ...chants d’Amours de Serge Garant et avec le Nouvel Ensemble Moderne les Folk Songs de Berio. En 2019, elle participe à la création de « Ils » « viennent » Khédive et Mamelouk, en un seul, sur son patron » d’Éric Létourneau et Alexandre St-Onge, dans le cadre du Festival Montréal/Nouvelles Musiques présentée par la SMCQ.
Marie-Annick Béliveau est artiste en résidence à la compagnie québécoise Chants Libres. Elle y a été commissaire et interprète dans les Salons de l’Ombre Jaune où furent présentées Ana et le Lion d’Or (musiques de Ana Sokolovic) Bel Canto au Lion d’Or (musiques de Cassandra Miller) et Celos au Lion d’Or (musiques de Marco Pérez-Ramirez). Elle enseigne également dans différents établissements publics et institutions supérieures.
Elle a prêté sa voix à une dizaine de productions discographiques. On peut aussi l’entendre dans les musiques du Cirque du Soleil, dans plusieurs films dont Mourir en France, le Violon Rouge, et Paul à Québec. Elle travaille également comme animatrice à Radio-Canada, pour l’émission Place à l’Opéra sur Ici Musique.

## Discographie
- Vox machina, G.E.M.S.* - Vox Machina (McGill University Faculty Of Music	MCGILL29	1999)
- Claude Vivier • SMCQ* • Walter Boudreau - Claude Vivier (2001, Atma Classique ACD2 2252)
- Mozart* / Robert D. Levin* - Requiem (Revised And Completed By Robert D. Levin) (SACD, Dorian Recordings	DOR-90310	2002)
- Studio De Musique Ancienne De Montréal, Christopher Jackson (5) - Roma Triumphans (SACD, Atma Classique	SACD2 2507	2007)
- L’améga Gap Gareg Huragam Pavaag, Michelle Boudreau - Entre Belacqua et Nell (Centrediscs	CMCCD 13808	2008)
- Daniel Taylor (3), Choir Of The Theatre Of Early Music And Orchestra Of The Theatre Of Early Music* - The Voice Of Bach (RCA Red Seal, Sony BMG Music Entertainment	88697290312	2008)
- Boababs, Robert Normandeau - Dômes (Empreintes DIGITALes	IMED 14128	2014)